# Sphaerodactylus sabanus
Espèce
Sphaerodactylus sabanus est une espèce de geckos de la famille des Sphaerodactylidae.

## Répartition
Cette espèce se rencontre :
- dans la province de Guantánamo à Cuba ;
- sur les îles de Saint-Christophe et de Niévès ;
- sur les îles de Saint-Eustache et de Saba.

## Publication originale
- Cochran, 1938 : Reptiles and amphibians from the Lesser Antilles collected by Dr. S. T. Danforth. Proceedings of the Biological Society of Washington, vol. 51, p. 147-155 (texte intégral).